# Gérard Trèves
Pour les articles homonymes, voir Trèves.
Gérard Trèves est un auteur et parachutiste français né le 4 juin 1942 à Marseille.

## Biographie

### Parachutisme
Initialement remplaçant et malgré un nombre de sauts à son actif peu important, Gérard Trèves devient champion du monde dans la catégorie précision d'atterrissage (PA) aérien individuel lors des cinquièmes championnats du monde de parachutisme, organisés à Orange dans le comté du même nom en Californie en 1962.
Son frère Claude, dit Everest du Lac ou Clo-clo la Chute, décédé le 10 novembre 1985 d'un accident de parachute ascensionnel à Salin-de-Giraud, fut quant à lui champion d'Europe de parachutisme-ski en 1966, lors de la coupe internationale de cette discipline.
Tous deux formaient le tandem dit des « Frères Volants ». Ils étaient licenciés aux Parachute Club-d'Avignon et de Marseille.

### Écriture
Œuvres principales
- Marcher pour apprendre à aimer (2009) Page Blanche
- Marcher pour apprendre à aimer (2010) Trèves éditeur
- Marcher pour apprendre à aimer (2013) Pocket

Il a entrepris de parcourir le chemin de Saint-Jacques-de-Compostelle et d'en faire le récit dans son ouvrage Marcher pour apprendre à aimer. Son handicap provoqué par la poliomyélite le fait avancer très lentement et lui vaut d'être surnommé « Gérard la tortue », « le pèlerin la tortue de Compostelle ». Le film Chemin d’Espérance et d’Amour relate les aventures de Gérard Trèves et de son ami mauricien Luc lors de ce parcours. Un resumé de ces aventures est à découvrir sur le site internet de Gérard Trèves la tortue de Compostelle

### Vie privée
Gérard Trèves est un neveu de troisième génération de la cantatrice italienne Ebe Trèves. Son fils Florian a été champion de France junior de saut à ski dans les années 1980 et sa fille aînée était l'épouse du fils de l'artiste togolais Paul Ahyi.
Gerard Trèves a eu 7 frères dont quelqu'un mort.